# Рудолф Брун
Рудолф Брун (на немски: Rudolf Brun) е швейцарски лекар-невролог и психоаналитик.

## Биография
Роден е на 15 март 1885 година в Цюрих, Швейцария, в семейство на хугеноти. Започва да учи медицина в Цюрих, Женева и Алжир. През 1909 г. става асистент на Константин фон Монаков в Цюрихския неврологичен институт. Между 1912 и 1913 г. учи неврология в Лондон и Париж. Повлиян от Огюст Форел започва да изучава поведението на мравките. През 1919 г. става асоцииран член, а малко по-късно и пълноправен член на Швейцарското психоаналитично общество. В периода 1918 – 1925 г. е главен лекар в Цюрихския неврологичен институт. След 1925 г. си отваря частна практика като невролог и психоаналитик. През 1925 – 1926 г. преминава обучителна анализа с Филип Сарасин.
Рудолф Брун и Емил Оберхолцер стоят в основата на разделението между Медицинското общество за психоанализа и Швейцарското психоаналитично общество.
Умира на 14 януари 1969 година в Цюрих на 83-годишна възраст.